# Гуго Бальївіан
Гуго Бальївіан Рохас (7 червня 1901 — 15 липня 1993) — болівійський військовий та політичний діяч, де-факто президент країни з 1951 до 1952 року.

## Політична кар'єра
Займав пост головнокомандувача Збройних сил Болівії, коли президент Мамерто Урріолагойтіа здійснив проти себе самого військовий переворот, в результаті якого Бальївіан Рохас зайняв пост президента. Бальївіан став останньою надією олігархічних кіл на те, щоб залишитись при владі, проте ситуація вже вийшла з-під контролю до того часу. Незважаючи на запровадження комендантської години, заслання деяких лідерів опозиції, заворушення в країні тривали.
Справа дійшла до того, що міністр уряду, генерал Антоніо Селеме, заявив, що він таємно підтримує змовників, яких на той час очолював Ернан Сілес Суасо (Пас Естенсоро перебував у вигнанні в Аргентині). Це стало каталізатором квітневих подій 1952 року, що набули відомості як Національна революція. Ця революція стала поворотним моментом в історії країни. Багато військовиків дезертирували на бік повстанців. В результаті збройного протистояння президент був змушений піти у відставку та прохати політичного притулку в чилійському посольстві.